# Rio Bogdăneşti
O Rio Bogdăneşti é um rio da Romênia afluente do Rio Strunga, localizado no distrito de Iaşi.